# Нічник

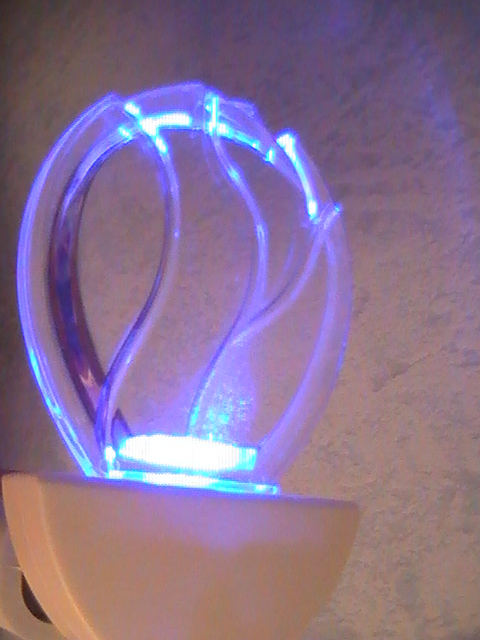
Сучасний світлодіодний нічник

Нічник — це світильник, який випромінює слабке, але постійне світло що дозволяє орієнтуватися у відносній темряві.
Нічники традиційно використовуються в районі спальні, щоб допомогти орієнтуватися при відсутньому додатковому освітлені під час пробудження вночі та вставання з ліжка, наприклад для відвідування туалету.  
Перші нічники з'явилися в 17 столітті, джерелом світла в них була свічка або промаслений гніт. Перші електричні нічники з'явилися в першій половині 20 століття і використовували невеликі лампи розжарювання або невеликі неонові лампи, що було набагато безпечніше, ніж світло від полум'я. Неонові лампи споживають дуже мало електрики, довговічні, але іноді схильні до мерехтіння, яке дратує деяких споживачів. У 1960-х роках нічні вогні з'являються з люмінесцентними джерелами світла, що випромінюють м'яке зелене або синє світло. Деякі виробники і зараз виготовляють такі нічники.
Нічники також можуть допомогти полегшити страх темряви, який особливо поширений серед дітей.  Страх темряви називається ахлуофобія (також: ніктофобія). Для цього існують нічні світильники з мотивами та формами, зручними для дітей.
Дизайнери використовують нічники у якості доповнення загальної стилістики дитячої кімнати, а також для створення завершеної системи освітлення із дотриманням принципів багаторівневості і багатофункціональності.
Оскільки нічне світло горить постійно або принаймні протягом досить тривалого періоду часу, низьке споживання енергії є головним критерієм конструкції лампи, зокрема вибору освітлювача.
Енергоспоживання звичайних нічників з світлодіодним чи газорозрядним джерелом світла становить від 0,2 до 2 Вт
.
Якщо робочий цикл зменшується, споживання енергії та витрати відповідно зменшуються. Для цього деякі нічники частково оснащені датчиком освітленості, який автоматично вмикає світло
.
На ринку також є нічники з детектором руху;  однак, як правило, це не має сенсу, оскільки постійне внутрішнє споживання енергії датчика руху настільки ж високе або навіть вище, ніж у енергозберігаючого нічного світильника.
Завдяки низькому енергоспоживанню нічники також можуть отримувати енергію через батарейки, а не через розетку. Таким чином, нічники також можна використовувати для мобільного використання або як аварійне освітлення.  